# 长征六号运载火箭
長征六號运载火箭（英語：Long March 6，缩写：CZ-6,LM-6）是中華人民共和國研發的三级火箭全液體燃料火箭，由上海航天技术研究院（SAST）负责总体研发。有500至1000公斤的太陽同步軌道（高度在700千米）有效載荷运力，其第一級使用為長征五號開發的液氧煤油高压补燃循環火箭發動機YF-100，部份型號也有可能使用同系列的YF-77火箭發動機，目前長征六號的各延伸型号均为一次性火箭。

## 概要
一二级使用低温无毒无污染的液氧/煤油组合为氧化剂和燃料，全箭采用水平整体测试、水平整体星箭对接、水平整体运输起竖的“三平”测发模式，以自行式火箭运输起竖车發射，具有快速、乾淨、廉價等條件，采用冯·卡门曲綫外形轻质卫星整流罩，另外較低的酬載指標避免了火箭運力的成本浪費，適宜各種迷你衛星的發射委託，提高了商用競爭力，是中国新一代运载火箭的小型运载火箭型号，可靠性不小于0.98，居中國現役运载火箭之首。
中国航天推进技术研究院（AAPT、六院）负责研发新一代运载火箭的发动机。開發完成后的長征六號火箭為三级火箭，預定有500至1000公斤的太陽同步軌道（高度在700千米）有效載荷，其第一級使用為長征五號開發的液氧煤油高压补燃循環火箭發動機YF-100，部份型號也有可能使用同系列的YF-77火箭發動機，目前長征六號的各延伸型号均为一次性火箭。

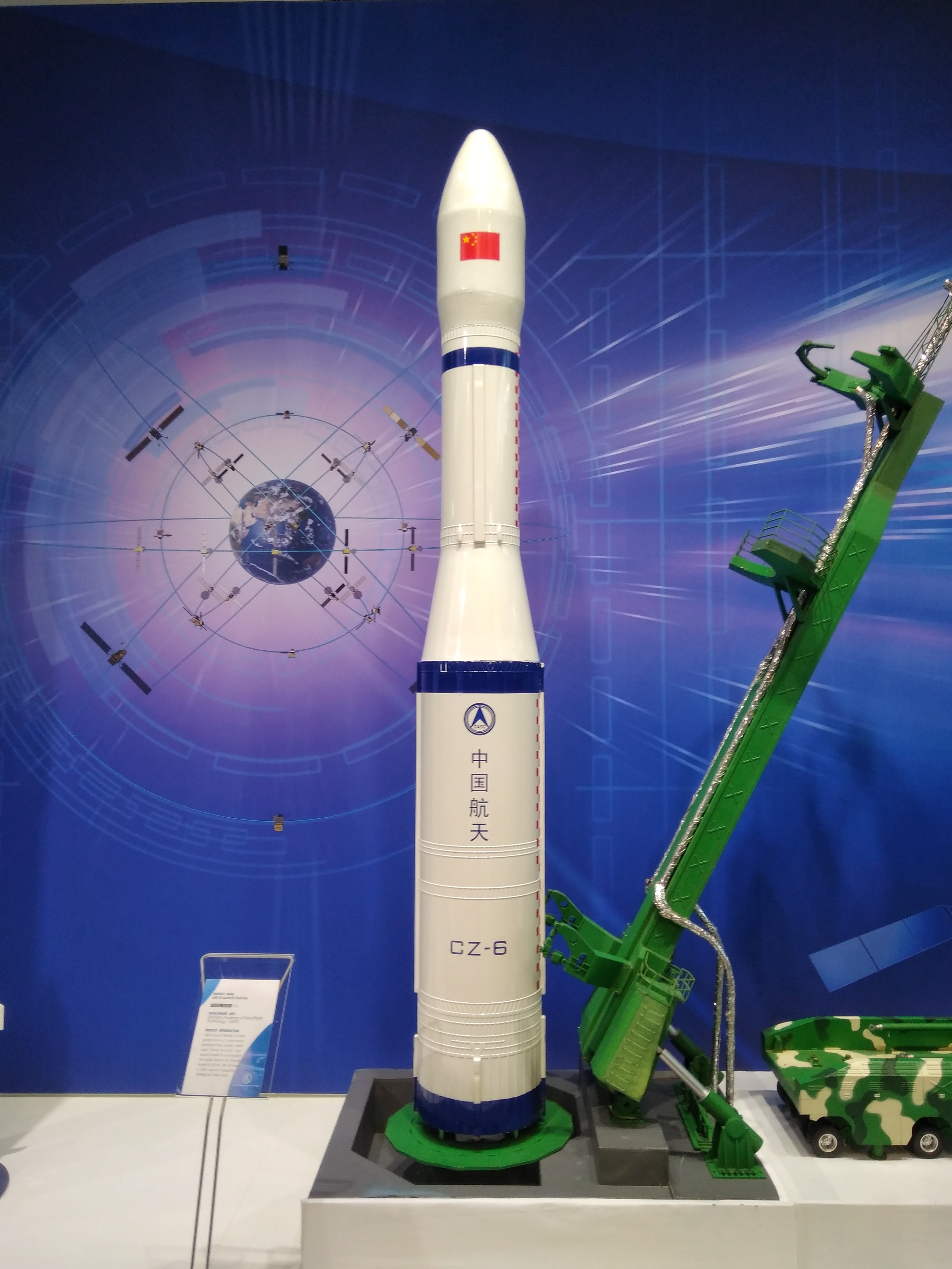
长征六号火箭的模型

## 發射記錄
2015年9月20日07時01分14.331秒，長征六號運載火箭在太原衛星發射中心成功點火發射，將20顆微型衛星（亦即10立方公分級衛星，多為科學實驗性質）送入太空，创中国一箭多星发射的新纪录，成为中国航天新一代长征系列运载火箭的首发型号。
2020年11月6日，长征六号运载火箭在太原卫星发射中心成功将13颗卫星送入预定轨道，其中，10颗卫星为阿根廷Satellogic公司研制的NewSat卫星，另外搭载“太原号”科普卫星（八一03星）、天雁05卫星、北航空事卫星一号等三颗中国国内卫星。
2021年4月27日，长征六号遥五运载火箭在太原卫星发射中心发射升空，成功将9颗卫星送入预定轨道。该枚火箭由中国航天科技集团上海航天技术研究院与上海人民广播电台合作，由该台旗下频率长三角之声冠名，故又称“长三角之声”号。
| 飞行次序           | 火箭序号 | 起飞时间（UTC+8）                 | 发射工位                     | 有效载荷 | 卫星轨道     | 发射结果 |
| ------------------ | -------- | --------------------------------- | ---------------------------- | --- | ------------ | -------- |
| 1                  | 遥一     | 2015年9月20日 07:01:14.331        | 太原卫星发射中心16号发射工位 | 皮星二號A、B 納星二號 紫荊一號 紫荊二號 呂梁一號 智能號手機衛星 星尘号飛衛星1、2、3、4 紫丁香二號 開拓一號A、B 希望二號A、B、C、D、E、F                       | 太阳同步轨道 | 成功     |
| 2                  | 遥二     | 2017年11月21日 12时50分           | 太原卫星发射中心16号发射工位 | 吉林一号视频04星 吉林一号视频05星 吉林一号视频06星 | 太阳同步轨道 | 成功     |
| 3                  | 遥四     | 2019年11月13日 14时35分           | 太原卫星发射中心16号发射工位 | 宁夏一号（钟子号卫星）01、02、03、04、05 | 近地轨道     | 成功     |
| 4                  | 遥三     | 2020年11月6日 11时19分14秒901毫秒 | 太原卫星发射中心16号发射工位 | NewSat卫星09、10、11、12、13、14、15、16、17、18 电子科技大学号卫星（天雁05卫星） 北航空事卫星一号 中国青少年科普卫星八一03星“太原号”                         | 太阳同步轨道 | 成功     |
| 5                  | 遥五     | 2021年4月27日 11时20分            | 太原卫星发射中心16号发射工位 | 齐鲁一号 齐鲁四号 佛山一号 中安国通一号 天启星座09星 起源太空NEO-1卫星 泰景二号01星 金紫荆一号卫星 灵鹊一号D02卫星                                            | 太阳同步轨道 | 成功     |
| 6                  | 遥六     | 2021年7月9日 19时59分             | 太原卫星发射中心16号发射工位 | “钟子号”卫星星座02组06、07、08、09、10 | 近地轨道     | 成功     |
| 7                  | 遥七     | 2021年8月4日 19时01分             | 太原卫星发射中心16号发射工位 | 多媒体贝塔试验卫星A、B | 近地轨道     | 成功     |
| 8                  | 遥八     | 2021年11月5日 10时19分            | 太原卫星发射中心16号发射工位 | 广目地球科学卫星（可持续发展科学卫星1号） | 太阳同步轨道 | 成功     |
| 9                  | 遥十     | 2022年8月10日 12时50分            | 太原卫星发射中心16号发射工位 | 吉林一号高分03D09、35、36、37、38、39、40、41、42、43 云遥一号04 云遥一号05 云遥一号06 云遥一号07 云遥一号08 天津滨海一号                                     | 太阳同步轨道 | 成功     |
| 10                 | 遥九     | 2022年9月27日 07时50分            | 太原卫星发射中心16号发射工位 | 试验十六号A 试验十六号B 试验十七号 | 太阳同步轨道 | 成功     |
| 11                 | 遥十二   | 2023年6月20日 11时18分            | 太原卫星发射中心16号发射工位 | 试验二十五号 | 太阳同步轨道 | 成功     |
| 12                 | 遥十一   | 2024年9月6日 02时30分             | 太原卫星发射中心16号发射工位 | 吉利03组01（东方甄选号） 吉利03组02（星纪魅族幸运星号） 吉利03组03（36氪探索号） 吉利03组04 吉利03组05 吉利03组06 吉利03组07 吉利03组08 吉利03组09 吉利03组10 | 近地轨道     | 成功     |
| 13                 | 遥十三   | 2024年10月22日 08时10分           | 太原卫星发射中心16号发射工位 | 天平三号01星 天平三号02星 天平三号03星 | 太阳同步轨道 | 成功     |
| 14                 | 遥十四   | 2025年4月3日 10时12分             | 太原卫星发射中心16号发射工位 | 天平三号A星02星 | 近地轨道     | 成功     |
| \| 成功率：100% \| |          |                                   |                              | |              |          |
| 成功率：100%       |          |                                   |                              | |              |          |

### 数据统计
- 失利
- 部分失利
- 成功
- 计划

## 改型
SAST另研製了中型运载工具「长征六号改系列运载火箭」，包括：长征六号甲运载火箭、长征六号乙运载火箭、长征六号丙运载火箭等型号。